# Itaboraí
Itaboraí város Brazíliában, Rio de Janeiro államban. Lakosainak száma 224 267 fő (2022). Itaboraí Guapimirim, Maricá, Tanguá, Cachoeiras de Macacu, Rio Bonito és São Gonçalo községekkel határos.

## Népesség
A település népességének változása:
| Lakosok száma | 187 479 | 218 008 | 242 543 | 244 416 | 224 267 |
|               | 2000    | 2010    | 2020    | 2021    | 2022    |